# Jacky Terrasson
Jacky Terrasson (Berlin, 1965. november 27. –) német dzsesszzongorista.

## Pályakép
Amerikai anya és francia apa gyermeke. Fiatalon kezdett zongorázni tanulni. A dzsessz iránti érdeklődése attól datálódik, amikor hallgatta anyja Miles Davis és Billie Holiday albumait.
A bostoni Berklee Zeneművészeti Főiskolán végzett, majd chicagói és New York-i klubokban kezdett zongorázni.
1993-ban megnyerte a Thelonious Monk Nemzetközi Jazz Zongoraversenyt. Triója vezetőjeként fölvette első szólóalbumát, majd Jimmy Scott és Cassandra Wilson partnere volt.
Stéphane Belmondo, Michael Brecker, Mino Cinélu, Ugonna Okegwo, Leon Parker, Michel Portal, Adam Rodgers, Cécile McLorin Salvant lettek később a zenésztársai.

## Lemezek
- Jacky Terrasson (Blue Note, 1994)
- Reach (Blue Note, 1996)[2]
- Rendezvous (Blue Note, 1997)
- Alive (Blue Note, 1998)
- What It Is (Blue Note, 1999)
- A Paris... (Blue Note, 2001)
- Moon & Sand (Jazz Aux Ramparts, 2001)
- Lover Man (Venus, 2002)
- Smile (Blue Note, 2002)
- Into the Blue (Blue Note, 2003)
- Close to You (HighNote/ACT 2005)
- Mirror (Blue Note, 2007)
- Push (Concord, 2010)
- Gouache (Universal, 2012)
- Take This (Impulse!, 2015)
- Mother (Impulse!, 2016)